# 37432 Piszkéstető
Piszkéstető (asteróide 37432) é um asteróide da cintura principal, a 1,978278 UA. Possui uma excentricidade de 0,1690645 e um período orbital de 1 341,75 dias (3,67 anos).
Piszkéstető tem uma velocidade orbital média de 19,30335173 km/s e uma inclinação de 5,46526º.
Este asteróide foi descoberto em 11 de Janeiro de 2002 por Krisztián Sárneczky, Zsuzsanna Heiner.